# Tony To
Tony To est un producteur de télévision américain.

## Biographie
Il est actuellement le président de la production et du développement chez Lucasfilm.
Il est surtout connu pour avoir produit et dirigé aussi pour la mini-série Frères d'armes (2001), pour laquelle il a gagné le Primetime Emmy Award de la meilleure réalisation pour une mini-série ou un téléfilm en 2002. Il a par la suite produit et réalisé la mini-série The Pacific (2010).
Avant son poste chez Lucasfilm, il a été vice-président exécutif de production pour The Walt Disney Studios.

## Filmographie
- The Pacific (2010)
- Dr House (2006)
- Frères d'armes (2001)
- Harsh Realm (2000)